# Pseudocatharylla flavipedellus
Pseudocatharylla flavipedellus là một loài bướm đêm trong họ Crambidae.